# Gastão Elias
Gastão José Ministro Elias nacido el 24 de noviembre de 1990 es un tenista profesional portugués.

## Carrera
Su ranking más alto a nivel individual fue el puesto N.º 72, alcanzado el (18 de julio de 2016). A nivel de dobles alcanzó el puesto N.º 231 el 26 de octubre de 2015.
Hasta el momento ha obtenido 3 títulos de la categoría ATP Challenger Series, en la modalidad de individuales.

### Copa Davis
Desde el año 2007 es participante del Equipo de Copa Davis de Portugal. Tiene en esta competición un récord total de partidos ganados/perdidos de 5/12 (2/6 en individuales y 3/6 en dobles).

### 2012
El portugués quedó 0-2 en partidos ATP World Tour y 34-21 en el ATP Challenger Tour. Comenzó el año haciendo final en el Challenger de San Pablo, cayendo derrotado ante el brasileño Thiago Alves. También vicecampeón en el Challenger de Caltanissetta (perdió ante Tommy Robredo) y el Challenger de Porto Alegre (perdió ante el alemán Simon Greul). Ganó un título en Río de Janeiro (p. Pashanski).

## Títulos Challenger; 12 (10 + 2)
| Leyenda             | Individuales | Dobles |
| ------------------- | ------------ | ------ |
| ATP Challenger Tour | 10           | 2      |

### Individuales
| N.º | Fecha      | Torneo                       | Superficie    | Oponentes en la final  | Resultado     |
| --- | ---------- | ---------------------------- | ------------- | ---------------------- | ------------- |
| 1.  | 21.10.2012 | Challenger de Río de Janeiro | Tierra batida | Boris Pašanski         | 6–3, 7–5      |
| 2.  | 21.04.2013 | Challenger de Santos         | Tierra batida | Rogério Dutra da Silva | 4–6, 6–0, 6–2 |
| 3.  | 1.11.2015  | Challenger de Lima           | Tierra batida | Andrej Martin          | 6–2, 7–6(4)   |
| 4.  | 7.11.2015  | Challenger de Guayaquil      | Tierra batida | Diego Schwartzman      | 6-0, 6-4      |
| 5.  | 24.04.2016 | Challenger de Turín          | Tierra batida | Enrique López-Pérez    | 3–6, 6–4, 6–2 |
| 6.  | 22.05.2016 | Challenger de Mestre         | Tierra batida | Horacio Zeballos       | 7–6(0), 6–2   |
| 7.  | 22.10.2017 | Challenger de Campinas       | Tierra batida | Renzo Olivo            | 3-6, 6-3, 6-4 |
| 8.  | 30.05.2021 | Challenger de Oeiras-4       | Tierra batida | Holger Rune            | 5-7, 6-4, 6-4 |
| 9.  | 3.04.2022  | Challenger de Oeiras         | Tierra batida | Nino Serdarušić        | 6-3, 6-4      |
| 10. | 10.04.2022 | Challenger de Oeiras II      | Tierra batida | Alessandro Giannessi   | 7-6(4), 6-1   |

### Dobles
| N.º | Fecha      | Torneo                       | Superficie    | Pareja                   | Oponentes en la final                       | Resultado   |
| --- | ---------- | ---------------------------- | ------------- | ------------------------ | ------------------------------------------- | ----------- |
| 1.  | 04.10.2015 | Challenger de Porto Alegre   | Tierra batida | Frederico Ferreira Silva | Christian Garín Juan Carlos Sáez            | 6–2, 6-4    |
| 2.  | 23.01.2016 | Challenger de Río de Janeiro | Tierra batida | André Ghem               | Jonathan Eysseric Miguel Ángel Reyes-Varela | 6-4, 7-6(2) |